# Мариго
Мариго (фр. Marigot) — столица и крупнейший населённый пункт заморской общины Сен-Мартен, образованной в феврале 2007 года.
Население 5,7 тыс. жителей (2006).

## География
Город расположен на западном побережье острова Сен-Мартен. Стоит в болотистом топком месте.

## История и экономика
Город был основан как рыбацкий посёлок. Во время правления Людовика XVI у деревни был построен форт Сен-Луи, который сегодня является главной достопримечательностью острова.
В городе, в основном, были построены маленькие дома, имеются кафе. Рынок работает в среду и субботу, на нём продаются кокосы, авокадо, батат, различные тропические фрукты и овощи, специи, рыба, одежда из батика, предметы кустарного производства, различные поделки и картины.

## Упоминания в культуре
- Одна из песен из одноимённого альбома группы Arabesque называется «Marigot Bay».
- В финале фильма «Скорость 2: Контроль над круизом» в город на несколько десятков метров вглубь «въезжает» океанский лайнер Seabourn Legend[2].